# Kazimierz Kuratowski
Kazimierz Kuratowski (Varsovia, 2 de febrero de 1896-18 de junio de 1980) fue un matemático y lógico polaco.

## Biografía
Kuratowski se hizo profesor de matemáticas en 1927 en el politécnico de Leópolis (entonces parte de Polonia), y desde 1934 pasó a enseñar en la Universidad de Varsovia. En 1945 se hizo miembro de la Academia Polaca de Ciencias. De 1948 a 1967 fue director del Instituto de Matemáticas en la Academia Polaca de Ciencias, así como presidente de la Unión Matemática Internacional.

### Tesis Doctoral
En otoño de 1921 Kuratowski culminó su tesis, la cual consistía en dos partes.
La primera era una construcción axiomática de la topología a través de los axiomas de clausura. Esta primera parte (la cual se volvió a publicar modificada en 1922) ha sido citada en cientos de artículos científicos.
La segunda tesis está dedicada a continuos irreducibles entre dos puntos. 
Ambas tesis de Kuratowski resolvieron ciertos problemas propuestos por el matemático belga Charles-Jean Étienne Gustave Nicolas, Baron de La Vallée Poussin.

## Investigación
La investigación de Kuratowski se basó en estructuras abstractas topológicas y métricas. Junto con Alfred Tarski y Wacław Sierpiński, construyó casi toda la teoría de los espacios polacos, así llamados en honor a estos tres matemáticos. Sus contribuciones a las matemáticas incluyen también:
- Una caracterización de los espacios de Hausdorff en términos de los axiomas de clausura de Kuratowski.
- Una prueba del Lema de Zorn.
- En teoría de grafos, la caracterización de los grafos planares llamada teorema de Kuratowski.
- La identificación del par ordenado (x,y) con el conjunto {{x}, {x, y}} (par de Kuratowski).
- La introducción del algoritmo de Tarski-Kuratowski.
- El problema de la clausura y el complemento de Kuratowski.
- Definición del conjunto finito de Kuratowski.[2]
- Teorema de Kuratowski del conjunto libre.
- Convergencia de espacios métricos de Kuratowski.
- El Teorema de selección medible de Kuratowski y Ryll-Nardzewski;

Tras la Segunda Guerra Mundial Kuratowski centró su atención en tres bloques de estudio:
- El desarrollo de una homotopia en funciones continuas.
- Construcción de una teoría de espacios conectados en grandes dimensiones.
- La representación uniforme de espacios euclídeos a través de cualquiera de sus subconjuntos basada en las propiedades de las transformaciones continuas de estos conjuntos.

## Publicaciones
Alrededor de 170 trabajos publicados por Kuratowski son valiosas monografías y libros traducidos al inglés, francés, español y búlgaro entre los que destacan Teoría de Conjuntos y Topología (Vol. I), Topología (Vol. I), Introducción al cálculo y "Notes to his autobiography" (1981). Esta última, fue co-publicada gracias a su hija, la cual participó en numerosos congresos y acudió a docenas de universidades de todo el mundo para promocionarlo. 
Fue nombrado Doctor honoris causa por la universidades de Glasgow, Praga, Wroclaw y París. 
Dentro de sus aportaciones más relevantes dentro de la teoría de grafos es el Teorema de Kuratowski, el cual es una caracterización de los grafos planares.